# Peniophora malenconii
Peniophora malenconii är en svampart som beskrevs av Boidin & Lanq. 1977. Peniophora malenconii ingår i släktet Peniophora och familjen Peniophoraceae.   Inga underarter finns listade i Catalogue of Life.